# فرانسیسکو کاسترخون
فرانسیسکو کاسترخون (اسپانیایی: Francisco Castrejón‎؛ زادهٔ ۱۱ ژوئن ۱۹۴۷) بازیکن فوتبال اهل مکزیک بود.
از باشگاه‌هایی که در آن بازی کرده‌است می‌توان به باشگاه فوتبال آمریکا، باشگاه فوتبال اونیورسیداد ناسیونال، باشگاه فوتبال پوئبلا، و باشگاه فوتبال اطلس اشاره کرد.
وی همچنین در تیم ملی فوتبال مکزیک بازی کرده‌است.